# Astyanax cremnobates
Astyanax cremnobates es una especie de pez de la familia Characidae en el orden de los Characiformes.

## Morfología
Los machos pueden llegar alcanzar los 8,9 cm de longitud total.
- Número de  vértebras: 34-36.[1][2]

## Hábitat
Vive en zonas de clima subtropical.

## Distribución geográfica
Se encuentran en Sudamérica: cuencas de los ríos  Jacui y  Maquiné.